# Mihrimah
Mihrimah  (21. ožujka 1522.,Carigrad - 25. siječnja 1578., Carigrad) je kćer Sulejmana I. poznatijeg kao Sulejman Veličanstveni i Aleksandre Anastasije Lisovske poznatije kao sultanije Hürrem.

## Rođenje
Mihrimah se rodila u Carigradu, 21. ožujka 1522., kao drugo dijete od njih šestero i kao jedna od tri kćeri Sulejmana I. osmanskog sultana Sulejmana Veličanstvenog i njegove sultanije Hürrem.

## Život
O njezinu životu se ne zna toliko puno. Međutim, zna se da je 26. studenog 1539. u dobi od sedamnaest godina udana za Rustem-pašu, Hrvata iz Skradina. Pošto je brak bio nesretan, Mihrimah nije živjela s mužem, već je putovala po Carstvu. 
Mihrimah je imala smisla za umjetnost i često je savjetovala umjetnike i arhitekte.Čak je i jedno vrijeme vladala kao Valida sultanija,odnosno upravljala je haremom.

## Smrt
Mihrimah je umrla 25. siječnja 1578. g. u palači Topkapi u Carigradu. Umire 20 godina nakon smrti svoje majke, a 12 godina nakon smrti svoga oca Sulejmana. To je bilo za vrijeme vladavine Murata III., Mihrimahinog nećaka. Njoj u čast, napravljena je velika džamija u Istanbulu.